# Emil Studer
Emil Studer (* 11. Mai 1914 in Rorschach; † nach 1947) war ein Schweizer Turner.

## Karriere
Emil Studer nahm an den Olympischen Spielen 1948 in London teil. Er startete an allen Geräten und konnte im Wettkampf am Barren mit Rang vier sein bestes Einzel Resultat erzielen. Mit dem Schweizer Team gewann er im Mannschaftsmehrkampf die Silbermedaille.